# 普化宗

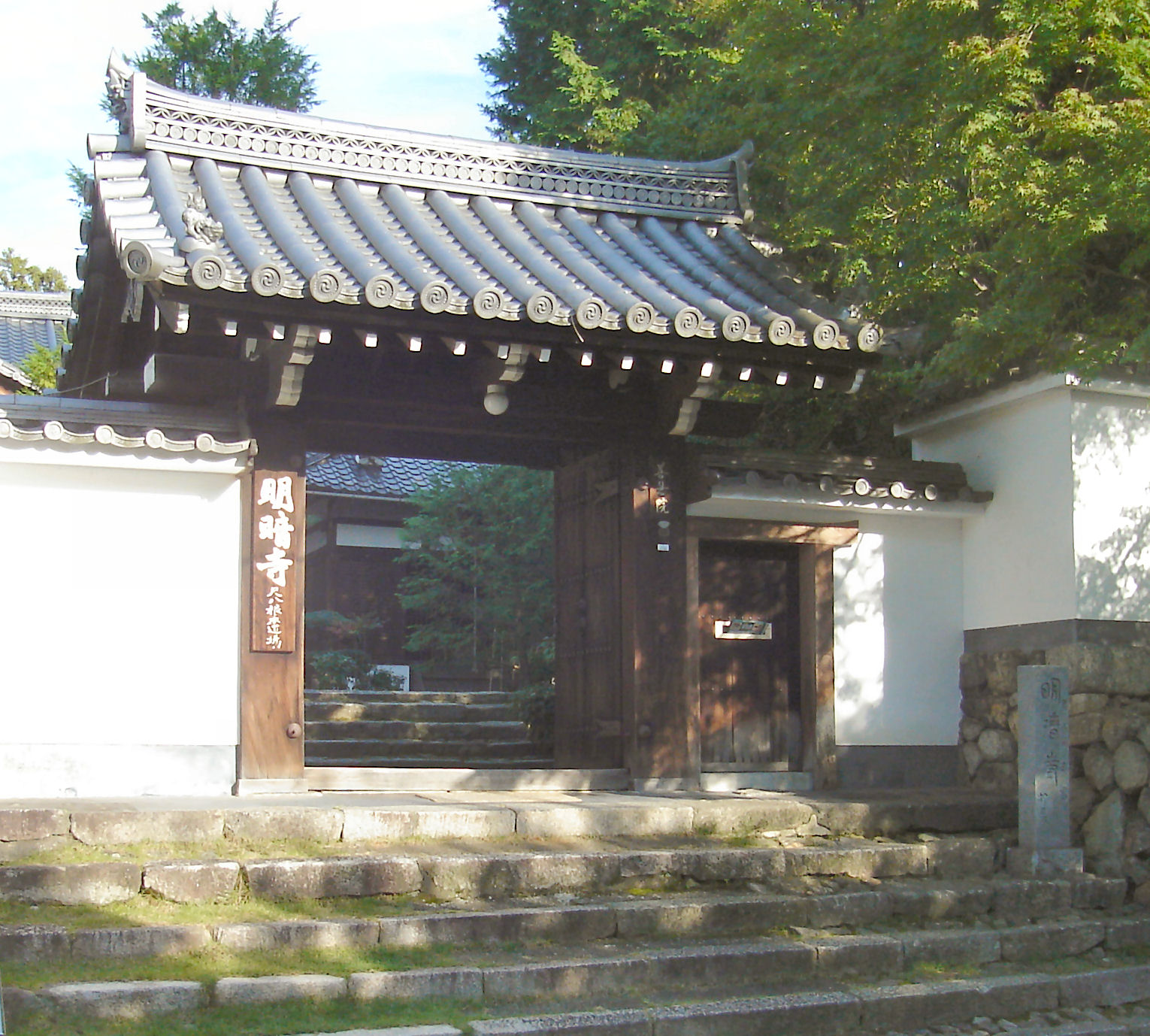
普化正宗總本山 明暗寺

普化宗（ふけしゅう）是日本佛教禪宗之一宗派。以普化為始祖，也被視為臨濟宗（禪宗）之一派。也稱虛無宗（こむしゅう），以吹奏尺八行旅各地的虛無僧而有名。

## 歷史
1254年（建長6年），渡宋的心地覺心在4位普化禪在家居士（寶伏・國佐・理正・僧恕）的伴隨之下歸國。在紀伊由良的興國寺山內建普化庵為居所，4位歸化的居士各自傳授普化之正法。之後，寶伏的弟子2人（金先、括總）之派興盛，其他各派勢微，以兩派為觸頭受其支配而存續。
心地覺心的法孫靳全（金先古山居士），受北條經時的歸依，下總國小金（現・千葉縣松戶市小金）開創一月寺，成為金先派總本山。另一方面，括總的了大居士在武藏國幸手藤袴村（現・埼玉縣幸手市）開創鈴法寺，成為括總派總本山，兩寺共同成為普化宗120餘末寺的觸頭。
公稱普化宗，作為單一宗派活動是近世以降之事。江戶時代，形成虛無僧集團的特殊宗派，吹奏尺八以進行禪修或托鉢，幾乎無教義、信仰上的活動，無檀越、也不為信徒舉行葬禮法事。1614年（慶長19年），江戶幕府發布「慶長之掟書」，規定虛無僧的入宗資格、服装等，給予諸國通行之自由等各種特権，所以，也有為幕府進行隱蔽行動之說。
因和江戶幕府間的關係、身分制度等因素，明治維新以後，被明治政府解體廢宗，一月寺成為日蓮正宗的寺院，鈴法寺廢寺。但是，尺八樂流傳至今。
戰後，普化正宗明暗寺在京都東福寺的塔頭善慧院內，作為宗教法人再興。

## 諸流
江戶時代初期，傳說有16派，但是，說法不同。
1. 金先・寄竹・梅士・不智・養沢・芝隣・義文・隠巴・宗和・錐南・短尺・野木・児派・括總・小菊・根笹
2. 金先・寄竹・梅士・不智・養沢・芝隣・義文・隠巴・宗和・錐南・短尺・野木・児派・火下・夏漂・司祖

江戶時代中期以降，統合為7派。
1. 金先・寄竹（虛竹）・梅地・不智・根笹・括總・小菊

## 関連項目
- 楠木正勝

## 脚注
1. ↑  普化宗とは （页面存档备份，存于） - コトバンク/世界大百科事典

## 外部連結
- 普化宗尺八 （页面存档备份，存于）
- 普化宗の「一音成佛」と「音声説経」について （页面存档备份，存于）